# Madagotricha ranomafanae
Madagotricha ranomafanae är en tvåvingeart som beskrevs av Jaschof 2007. Madagotricha ranomafanae ingår i släktet Madagotricha och familjen slemrörsmyggor.
Artens utbredningsområde är Madagaskar. Inga underarter finns listade i Catalogue of Life.